# 史力勝

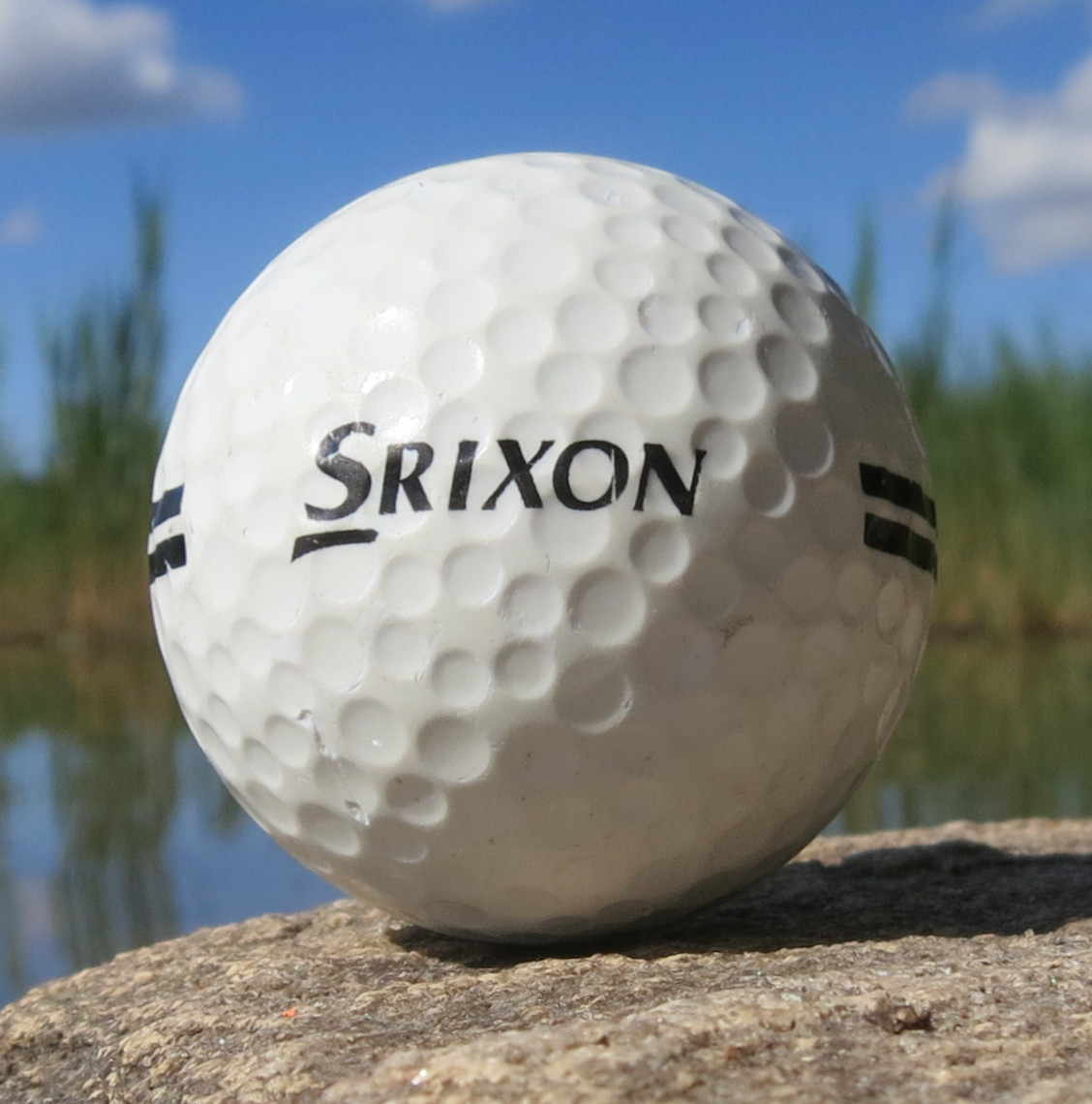
史力勝 高尔夫球

史力勝，是日本住友橡膠旗下SRI體育公司所屬的高爾夫球具品牌。Srixon的命名取自總公司英文名稱Sumitomo Rubber Industries的簡寫「SRI」，「X」為無限的意思，「ON」則代表持續奔向未知的未來，而中文名稱則來自2000年在台灣舉辦的命名活動。2007年，SRI體育公司收購了克里夫蘭高爾夫，並決定整合營運史力勝與克里夫蘭高爾夫。

## 贊助球手
- 维杰·辛格
- 松山英樹